# Бонђовани (Кунео)
Бонђовани је насеље у Италији у округу Кунео, региону Пијемонт.
Према процени из 2011. у насељу је живело 69 становника. Насеље се налази на надморској висини од 491 м.